# Spider-Man (videójáték, 2018)
A Spider-Man (vagy Marvel’s Spider-Man) 2018-as akció-kalandjáték, melynek főszereplője a Marvel Comics szuperhőse, Pókember. A játékot az Insomniac Games fejlesztette, és a Sony Interactive Entertainment adta ki, majd 2018. szeptember 7-én jelent meg világszerte kizárólag PlayStation 4-re. Magyarországon magyar felirattal is megjelent.

## Játékmenet
A játék Külső nézetből játszható, Pókembert irányítva. A játékban különböző küldetéseket teljesíthetünk, de lehet hálóhintázni az egész városba, és egyéb
bűncselekményeket megállítani. Emellett kaphatunk ruhákat is, amik különböző képességeket is feloldanak.

## Fejlesztés
A játékot 2 éven keresztül fejlesztették, majd 2016. június 13-án megjelent az első, majd 2017. június 13-án megjelent a 2. előzetese, amiben kaptunk egy 8 perces játékmenetet. Már a fejlesztés megkezdése előtt elmondták, hogy kizárólag PlayStation 4-re jön csak ki. 2018. szeptember 7-én pedig világszerte megjelent, és rengeteget adtak el belőle.

## Történet
A leírást fordító programmal lett létrehozva angolról, nyelvi és helyesírási hibák előfordulhatnak.

A játék azzal kezdődik, hogy Pókember végül elfogja Wilson Fisk-et, miután a rendőrség elegendő bizonyítékot szerez a letartóztatására. Fisket börtönbe küldik, de figyelmeztetik Pókember-t, hogy sajnálhatja, azt állítva, hogy a város rendje távollétében összeomlik. Ezt követően Peter késik a munkahelyéről, segítve Octaviust a fejlett protézisrészének bemutatására kormányzati finanszírozóinak, akiket a demonstrációs kudarc aggaszt. Eközben a démonok elkezdik megragadni Fisk illegális erőforrásait és eszközeit. Mary Jane Watson, aki Peter Parker ex-barátnője, megvizsgálja a Fisk áruinak árverését, amelyet a démonok megtámadnak. Mary Jane megtudja Pókemberrel, hogy a démonok valami Ördög leheletet keresnek. Pókember ezután Jefferson Davis rendőrtiszt segítségével megállítja a Démon-támadást. Davis hősiességét kitüntette Osborn polgármester választási eseményén, ahol Peter, Mary Jane és Davis felesége és fia, Rio és Miles Morales vett részt. Osborn egy fenyegető hívást kap, hogy a hibái miatt megkeresik,  majd elmenekül az eseményről. A Démonok megtámadják a rendezvényt, megölik Davis-t és sok más résztvevőt. Parker szemtanúja a vezetőjüknek, Martin Linek, aki átalakul, Mr. Negatívvá. A támadást követően Osborn felveszi a Silver Sablinova vezette Sable International csapatát, hogy felváltsa a rendőrséget, eközbe Parker barátkozni kezd Miles Morales-szel a veszteségük miatt, és meggyőzte arról, hogy önként jelentkezzen a F.E.A.S.T-be. Parker és Octavius folytatják kutatásukat, de Osborn visszavonja az állami finanszírozást, hogy megpróbálja kényszeríteni Octaviust az Oscorpra való munkára. Pókember megkeresi Li-t, és felfedezi, hogy az ördög lehellete egy halálos és virulens biológiai fegyver, amelyet az Oscorp véletlenül hoz létre, miközben genetikai betegségek gyógyítására alkalmas gyógyszert fejlesztett Osborn parancsára. Li megtalálja és ellopja az egyetlen ördög lehellet-mintát, és azzal fenyeget, hogy felengedi, hacsak Osborn nem adja meg magát neki. Li harcol Pókember ellen, aki legyőzi őt és az Ördög lehellete meg van védve, valamint Li-t bezárják a közeli maximum-biztonsági börtönbe, a Raft-ba.
Eközben Octavius megszállottja a megnövelt végtagok létrejöttével, amelyek meghaladják az emberi test korlátait, négy mechanikus csápot hoz létre a háta mögött és mentálisan irányítja egy neurális felületen keresztül. Megmutatja Parkernek, hogy neuromuszkuláris betegségben szenved, amely elkerülhetetlenül immobilizálja őt, és hogy a megnövelt végtagok lehetővé teszik számára, hogy folytassa munkáját, amikor teste elromlik. De Peter figyelmezteti Octaviust, hogy az interfész hatással lehet az elméjére és a személyiségére. Octavius továbbra is titokban használja, az Osborn-nal szembeni dühe által legyőzve; a páros akikkel egykor barátok voltak, akik megalapították a mega-corporation Oscorpot, mielőtt Octavius elhagyta Osborn etikátlan kísérleteit.

Pókember harcol Doctor Octopus ellen

Pókember egy kis szünetet tart a Raft-ban. Megtudja, hogy néhány legnagyobb ellensége - Li, Elektró, Keselyű, Rhino és Skorpió- elmenekült. Lefogják Pókembert, és bemutatják Octaviusnak, aki most Doctor Octopussá vált. Octavius figyelmezteti Pókembert, hogy ne zavarja meg őt, mielőtt visszavonja az ördög lélegzetét, és felszabadítja a Times Square-en, tömeges kitörést okozva. Peter Parker nagynénje May néni is a fertőzöttek közé tartozik. New York káoszba esik, míg Octavius és alárendeltjei megtámadják az Osborn tulajdonságait. Osborn kijelenti a harci jogot, és megbánja Pókember számára az incidens miatt, és őt egy szökevénynek nevezi. Pókember fokozatosan visszaveti a várost, legyőzve Elektró-t, Keselyű-t, Rhinó-t és Skorpiót. Mary Jane bemegy Osborn védőtetőjén át, és megtudja, hogy az ördög lélegzetét Osborn végzetes beteg fiának gyógyítja. Gyermekként Li a vizsgálati téma volt a gyógymódnak, energiáit robbanó képességében szerezte meg, amely meggyilkolta a szüleit, és mindkét gyűlöletét okozta Osbornnak, és Osborn és Octavius között. Azt is megtudta, hogy létezik ellenszer, De Li ellopta. Pókember legyőzi Li-ot, és megszerezte az ellenszert, de Octavius megérkezik, üldözni Pókembert. Peter megmenekül, és megvédi Osbornt is. Pókember szünetet tartva közbe, a barátját Miles Morales-t megcsípi dobozokat hordva közbe egy genetikailag módosított pók, aki később az új Pókember lesz Peter Parker után.
Peter Parker fájdalmai közben megépít egy új Pókruha páncélt, ami sokkal erősebb mint az eddigi. Peter Parker odaér az Oscorphoz, hogy leszámoljon Doctor Octaviussal, de éppen észreveszi, hogy Norman Osborn zuhanni kezd, de Peter megmenti, és biztonságos helyre viszi. Peter elkezd Doctor Octopus ellen harcolni, de közbe Octavius elmondja neki, hogy tudta hogy ő a Pókember. Pókember sikeresen leszámol Doctor Octopussal, és megszerzi az ellenszert. Közben Octavius mechanikus robotkarjait levágják, majd a Raft elmegyógyintézetbe zárják. Peter Parker meglátogatja May Néni-t a kórházban, majd az orvosok számára, odaadja nekik az ellenszert, hogy mindenkinek megfelelő gyógymódot fejlesszenek ki; úgy dönt, hogy mindenki megment. Három hónappal később New York visszatért a normális kerékvágásba. Osborn lemondott a polgármesterségről, és Peter és Mary Jane újraindítják kapcsolataikat. A stáblista utáni jelenetben Osborn belép egy titkos laboratóriumba, ahol Harry-t, a fiát a szimbiótával tartják. Norman szomorú bánatában ráhelyezi a kezét a tartályra, majd a szimbióta is ráhelyezi.

## Szereplők
- Peter Parker/Pókember: Megharapta egy genetikailag módosított Pók, majd jelmezt öltve felvette a harcot a gonoszok ellen.
- Mary Jane: Peter Parker barátnője.
- Norman Osborn: Az Oscorp megalapítója.
- Miles Morales: Peter Parker egyik barátja, aki később az új Pókember lesz Peter mellett.

Gonoszok a játékban:
- Doctor Octopus: Az Oscorp megalapítója.
- Skorpió: MacDonald Gargan
- Elektró: Max Dillon, aki képes Elektromosságot kibocsátani.
- Rengető: Herman Shultz, aki egy vibrációs eszközével falakat képes kidönteni.
- Rhinó: Alex O'Him
- Mr. Negative
- Kingpin: Wilson Fisk.
- Black Cat (Csak DLC-ben szerepel): Peter Parker régi barátnője, aki egy macskatolvaj.
- Harry Osborn/Venom (Cameoszerep): Peter Parker legjobb barátja, és súlyos betegségben szenved. Harry valahogy összekapcsolódott egy szimbiótával, majd belőlük vált Venom

## Fogadtatás
A játék pozitívan teljesített az értékelők körében.A Metacriticen 87%-os minősítést kapott. Egyes kritikusok azt mondták, hogy ez az egyik legjobb Pókemberes videójáték a sok közül. Pár kritikus azt is mondta, hogy ez a játék túlszárnyalja a Batman: Arkham videójáték-sorozatot is.